# Harley Jessup
Pour les articles homonymes, voir Jessup.
 (juillet 2025).
Harley Jessup est un directeur des effets spéciaux et producteur de cinéma américain. Il est né en 1954 dans l'Oregon. Il a notamment travaillé pour les Studios Pixar, sur Ratatouille, Toy Story 2 ou Monstres et Cie.

## Filmographie
- 1987 : L'Aventure intérieure
- 1989 : SOS Fantômes 2
- 1990 : À la poursuite d'Octobre Rouge
- 1990 : Joe contre le volcan
- 1991 : Hook ou la Revanche du capitaine Crochet
- 1992 : L'Œil public
- 1998 : 1 001 pattes
- 1999 : Toy Story 2
- 2001 : Monstres et Cie
- 2007 : Ratatouille
- 2011 : Cars 2
- 2015 : Le Voyage d'Arlo
- 2017 : Coco

## Distinctions
- 1985 : Prix des meilleurs effets spéciaux aux Emmy Awards
- 1988 : Saturn Award des meilleurs effets spéciaux
- 1988 : Oscar des meilleurs effets visuels
- 1992 : Nommé à l'Oscar des meilleurs effets visuels
- 2003 : Nommé au prix de la meilleure production d'un film d'animation aux Annie Awards
- 2008 : À la Art Directors Guild, prix de la meilleure production
- 2008 : Prix de la meilleure production d'un film d'animation aux Annie Awards